# Jívová
Jívová (deutsch Giebau) ist eine Gemeinde in Tschechien. Sie liegt sieben Kilometer östlich von Šternberk und gehört zum Okres Olomouc.

## Geographie
Jívová befindet sich in der zum Niederen Gesenke gehörenden Domašovská vrchovina (Domstadtler Bergland). Das Dorf erstreckt sich entlang des Baches Jívovský potok im Hochland zwischen den Tälern des Trusovický potok und der Bystřice. Drei Kilometer östlich liegt beim Magdalenský Mlýn (Magdalenenmühle) an der Bahnstrecke Olomouc–Opava východ die Bahnstation Jívová. Nördlich erheben sich die Skalice (616 m) und der Hraničný (636 m), im Nordosten die Baba (639 m) und Strážiště (639 m), östlich die Kupa (608 m) und der Mlýnský vrch (574 m), im Süden die Jedlina (616 m) und die Jedová (633 m) sowie westlich die Koruna (573 m).
Nachbarorte sind Těšíkovský Mlýn und Hraničné Petrovice im Norden, Domašov nad Bystřicí und die Wüstung Bělá im Nordosten, Panský Mlýn, Magdalenský Mlýn und die Wüstung Smilov im Osten, Smilovský Mlýn im Südosten, Hrubá Voda, Starý Mlýn und Pohořany im Süden, Bělkovice und Lašťany im Südwesten, Domašov u Šternberka, Na Mlýnku und Šternberk im Westen sowie Stachov und Těšíkov im Nordwesten.

## Geschichte
Die erste schriftliche Nachricht über den von Olmütz in die Provinz Troppau führenden Handelsweg Gywowska cesta erfolgte in einer auf den 9. September 1220 datierten Urkunde des Markgrafen Vladislav Heinrich, die sich als Fälschung aus dem 14. Jahrhundert erwiesen hat. Darin entschied der Markgraf angeblich in einem Streit zwischen den Untertanen seiner Frau Hedwig in Lužice und dem Kloster Hradisko über den Wald zwischen Lašťany und dem Gebirge. 1269 wurde die Gywowska czesta bei einem durch Ottokar II. Přemysl beigelegten Grenzstreit über die Wälder bei Domašov u Šternberka zwischen dem Olmützer Burggrafen Albert von Sternberg und dessen Brüdern mit dem Kloster Hradisko als Grenze der Güter genannt. Es ist daher anzunehmen, dass das Dorf Gywow zu dieser Zeit bereits existiert hat und zu den Gütern des Klosters gehört haben muss. Im Zusammenhang mit dem Übergang des Gutes Rotiberg an das Bistum Olmütz und dem Bau der markgräflichen Burg Twingenberg wurde der Ort jedoch nicht erwähnt.
Der erste urkundliche Nachweis über Gibaw erfolgte am 26. Jänner 1364 zusammen mit weiteren Dörfern aus der näheren und weiteren Umgebung in einer Urkunde über die Erhebung des Zinses zur Erhaltung der im Dezember 1363 durch Markgraf Johann Heinrich an die Stadt Olmütz verkauften Marchbrücke unter der Olmützer Burg. Gibaw hatte dabei mit 18 Groschen den höchsten Betrag zu entrichten. Durch Vergleiche mit anderen brückenzinspflichtigen Orten kann geschlossen werden, dass Gibaw zu dieser Zeit mit 36 Huben und ca. 45 Wirtschaften das größte Dorf weit und breit war. 1371 wurde Gywowa erstmals als landesherrliches Gut bezeichnet. Im Jahre 1405 schenkten die Markgrafen Jobst und Prokop Dibaw der Kartause „Vallis Josaphat“ in Dolany. Das Dorf erlosch während der Hussitenkriege und wurde ab 1437 als wüst bezeichnet.
Nach über 100 Jahren ließ der Prior der um 1443 errichteten Kartause Olmütz das erloschene Dorf Giba bzw. Güban 1543 durch deutsche und tschechische Siedler aus Domstadtl, Weska, Dolany und Krakořice wiederbesiedeln. Die neuen Siedler waren auf vier Jahre von Fron und Abgaben befreit und erhielten zudem das Wasserrecht in der Feistritz. Die Kartause behielt nur die Bauplätze für eine Kirche, Schule, Spital, Brettsäge, Fleischbänke sowie ein Brauhaus, dessen Abtretung an die Gemeinde zugesichert wurde. Der Ort erhielt ein eigenes Siegel, das neben der Jahreszahl 1543 die Inschrift S Gibovy Cartvsiensum trug. Ab 1571 wurde das Dorf als Gibe bezeichnet. Binnen kurzer Zeit wuchs Jívová bzw. Jívové auf 46 Huben mit 55 Anwesen an. Am 22. Mai 1581 erhob Kaiser Rudolf II. den Ort zum Städtchen. Dabei erhielt Gibav das Recht zur Abhaltung von zwei Jahrmärkten und einem Wochenmarkt sowie zur Siegelung mit grünem Wachs und dem Führen eines Wappens. Dieses zeigte in der linken Hälfte des Schildes einen goldenen Mond und Stern auf blauem Feld sowie rechtsseitig auf rotem Feld drei grüne Hügel mit einer grünen Eiche. Das neue Siegel zeigte das Wappen und die Umschrift SIGIL DER STAT GIBAV. Der Prior Kaspar bewilligte dem Städtchen im selben Jahre die Errichtung eines eigenen Brauhauses. Am 15. Juli 1581 überließ die Kartause dem Städtchen neun weitere Hufen Ackerland am Köhlenberg (Uhlířský vrch). Im Jahre 1582 schenkte der Prior Thomas dem Städtchen Gibaw einen Platz in der Au am Jívovský potok zum Bau der zinsfreien Auenmühle (Nivský mlýn). Weitere Namensformen waren Jívová (ab 1627), Giebau (ab 1669), Gibau (ab 1751), Gibavia (1771), Gübau und Gibawa (ab 1798). Seit 1616 bildeten die Bäcker und Müller eine gemeinschaftliche Innung. Nach dem Ständeaufstand von 1618 ersuchten die Untertanen aus Giebau erfolglos um die Einrichtung einer evangelischen Pfarre. 1634 wurde in Jívová eine Administratur des Augustiner-Chorherrenstift Sternberg eingerichtet und Matriken geführt. Nach dem Dreißigjährigen Krieg wurde Giebau deutschsprachig. Seit 1660 besteht in Giebau ein katholisches Pfarramt, zu dessen Sprengel das Dorf Pohorsch gehörte. 1663 bewilligte Prior Valentin Martini dem Städtchen den freien Weinschank. Die Herrenmühle an der Feistritz ist seit 1663 und die erste Schule seit 1672 nachweisbar. Im Jahre 1687 erwarb die Kirche ein Bildnis der Schmerzhaften Jungfrau Maria aus der Wallfahrtskirche Tschenstochau. Dieses fand seinen Platz in der neuen Pfarrkirche St. Bartholomäus. Die seit 1752 anstehende Entscheidung zum Bau der neuen Kaiserstraße wurde 1755 zugunsten der Trasse über Šternberk entschieden, damit verlor das Städtchen an Bedeutung. 1782 wurde die Olmützer Kartause aufgehoben und Giebau dem Religionsfonds zugeordnet. Danach wurde die Herrschaft Dolany mit den Gütern des ehemaligen Klosters Hradisko zur Kameralherrschaft Hradisch zusammengeschlossen. Ein Stadtbrand legte Giebau am 7. August 1808 in Schutt und Asche. 1825 wurde die Herrschaft Dolany an Philipp Ludwig Graf Saint-Genois d’Aneaucourt verkauft. Im darauffolgenden Jahre wurde der zweiklassige Schulunterricht aufgenommen. Im Jahre 1834 bestand Giebau aus 190 Häusern und hatte 1389 Einwohner. 1836 brach eine Choleraepidemie aus. Im Jahre 1847 erhielt Giebau das Privileg für zwei weitere Jahrmärkte. Die Bewohner lebten vom Kleinhandel, Weberei, Flachsspinnerei und Holzarbeiten. Wegen der Höhenlage und des steinigen Bodens, auf dem nur Hafer gut gedieh, spielte die Landwirtschaft nur eine untergeordnete Rolle. Bis zur Mitte des 19. Jahrhunderts blieb der Ort immer zur Herrschaft Dolany untertänig.
Nach der Aufhebung der Patrimonialherrschaften bildete Giebau/Jibava ab 1850 eine Marktgemeinde in der Bezirkshauptmannschaft Sternberg. Die Weberinnung erreichte 1855 ihre höchste Mitgliederzahl. 1862 wurde ein neues Schulhaus eingeweiht. Der Stadtbrand von 1863 vernichtete 40 Häuser. Als tschechischer Name wurde ab 1867 Jívavá und seit den 1870er Jahren parallel auch Jivová verwendet. Mit 1966 Einwohnern erreichte Giebau im Jahre 1869 die höchste Einwohnerzahl in seiner Geschichte. Nachdem im Jahre 1872 entlang der Feistritz die Eisenbahn von Olmütz nach Troppau vollendet worden war, bemühte sich die Gemeinde lange Zeit um die Errichtung einer Bahnstation. 1873 wurde die erste Dampfdreschmaschine in Betrieb genommen. Mit dem Gut Klášterní Hradisko wurden 1878 auch die Giebauer Wälder an die Fürsten von Liechtenstein verkauft und an deren Herrschaft Sternberg angeschlossen. Die Freiwillige Feuerwehr gründete sich 1886. Zwei Jahre später entstand eine Ortsgruppe des Bundes der Deutschen in Nordmähren. Im Jahre 1899 wurde der Bau der neuen Straße nach Sternberg abgeschlossen. Die Ortsgruppe der Sozialdemokratischen Arbeiterpartei bildete sich 1900. Die Bahnstation Giebau entstand 1908 an der Herrenmühle im Feistritztal. 1911 wurde die Möbelfabrik Gromes-Baier & Co. gegründet. Im Jahr darauf weihte der Katholische Volksbund das neuerbaute Katholische Haus ein. Rudolf Wanzl gründete 1918 eine Schlosserei, die er später zu einem Waagenbaubetrieb und Landmaschinenhandel mit 20 Mitarbeitern ausbaute. Nach dem Ersten Weltkrieg und dem Zusammenbruch der k.u.k. Monarchie gehörte Giebau ab dem 29. Oktober 1918 zur Provinz Sudetenland und wurde 1919 der Tschechoslowakei zugesprochen. Im Jahre 1919 wurde Giebau an das Elektrizitätsnetz angeschlossen. Bei den Wahlen von 1919 gewannen in Giebau die Deutschen Sozialdemokraten (DSAP). 1923 wurde der tschechische Ortsname Jívová eingeführt. Im Jahre 1930 hatte der Markt Giebau 1553 Einwohner, 1939 waren es 1534. 1933 bildete sich eine Ortsgruppe der Sudetendeutschen Heimatfront und zwei Jahre später gewann in Giebau die Sudetendeutsche Partei (SdP) die Parlamentswahl. Im März 1938 schlossen sich mit Ausnahme der DSAP die deutschen Parteien an die SdP an.
Nach dem Münchner Abkommen wurde Giebau am 8. Oktober 1938 dem Deutschen Reich zugeschlagen und dem Landkreis Sternberg zugeordnet. Am 5. Mai 1945 nahm die Rote Armee Giebau ein. Nach dem Ende des Zweiten Weltkriegs kam die Gemeinde wieder zur Tschechoslowakei zurück und die deutschen Bewohner wurden 1946 nach Bayern vertrieben.
1949 wurde in Jívová die erste Landwirtschaftliche Einheitsgenossenschaft (JZD) im Okres Šternberk gegründet. Die Möbelfabrik stellte 1952 die Produktion ein. Die Turnhalle wurde 1960 zum Kulturhaus umgebaut. Nach der Aufhebung des Okres Šternberk kam die Gemeinde 1961 zum Okres Olomouc. 1985 erfolgte der erste offizielle Besuch von Vertriebenen aus der Bundesrepublik Deutschland. Zwei Jahre später war Baubeginn für ein Gruppenwasserwerk. 1991 wurde das neue Pfarrhaus geweiht.

## Gemeindegliederung
Für die Gemeinde Jívová sind keine Ortsteile ausgewiesen. Zu Jívová gehört die Ansiedlung Panský Mlýn (Herrenmühle).

## Sehenswürdigkeiten
- Barocke Kirche des hl. Bartholomäus, erbaut 1717–1720. Der Kirchbau mit 4000 Plätzen wurde 1723 mit Altarbildern sowie 14 Wand- und Gewölbefresken der Leidensstationen Christi von Johann Christoph Handke vollendet. Wegen der Tschenstochauer Madonna bildete die Kirche ein beliebtes Wallfahrtsziel. Im Jahre 1987 wurde sie saniert und wieder unter Denkmalschutz gestellt.
- Rathaus, der eingeschossige Bau mit viereckigem Glockentürmchen entstand im 18. Jahrhundert. Seine heutige Gestalt erhielt es beim Umbau zum Ende des 19. Jahrhunderts
- Statue des hl. Florian mit Seitenfiguren der hll. Johannes von Gott und Johannes von Nepomuk aus dem Jahre 1867. Sie wurde 1945 auf das Gelände des Staatsgutes versetzt und kehrte 1991 auf ihren alten Platz vor dem Haus Nr. 13 im Ortszentrum zurück, wo sie von Erzbischof František Vaňák geweiht wurde.
- Kreuzigungsgruppe aus dem Jahre 1836, wahrscheinlich von Bernhard Kutzer geschaffen.
- Steinkreuz in Form eines Kleeblattes mit Corpus Christi, in der Mitte des Friedhofes, geschaffen 1840
- Reste der Burg Tepenec (Karlsburg bzw. Twingenberg), westlich des Ortes über der Mündung des Jívovský potok in den Trusovický potok. Nachdem Markgraf Karl den Berg Rotiberg 1340 von Bischof Jan Volek erworben hatte, ließ er dort eine markgräfliche Burg anlegen. Sie wurde zum Ende des 14. Jahrhunderts während des mährischen Bruderkrieges zerstört. Philipp Ludwig Graf Saint-Genois ď Aneaucourt ließ 1825 auf dem Tepenec einen als Philippspyramide bezeichneten Obelisken aufstellen und daneben den nach seiner Frau benannten Johannatempel errichten, den Nachbau eines antiken Tempels. Durch den im 19. Jahrhundert am Tepenec aufgenommenen Steinbruch wurde fast der gesamte Berg abgebaut, so dass von der Burg nur noch Mauerreste der Vorbefestigungen erhalten sind.
- Naturpark Údolí Bystřice
- Naturreservat Hrubovodské sutě, östlich des Dorfes am rechten Ufer der Bystřice zwischen den Bahnstationen Jívová und Hrubá Voda

## Söhne und Töchter der Gemeinde
- Florian Kratschmer von Forstburg (1843–1922), österreichischer Hygieniker
- Rudolf Wanzl (1924–2011), deutscher Unternehmer